# Riera d'en Malla
La Riera d'en Malla era un curs d'aigua que es formava a l'actual plaça de Gal·la Placídia de Barcelona, en el lloc anomenat Creu Trencada, amb l'aiguabarreig de les rieres de Sant Gervasi i de Cassoles. Aquí les dues rieres formaven una gran esplanada i es bifurcaven en la riera d'en Malla, que recollia el cabal principal, i la riera de Sant Miquel, que baixava pel carrer homònim, continuant pel passeig de Gràcia. El nom de Malla venia d'una gran finca situada a la part més alta de l'actual Rambla de Catalunya.
La riera d'en Malla creuava obliquament la Travessera de Gràcia, fins a la cantonada dels carrers de Balmes i de la Granada del Penedès, arribant a la Diagonal entre els carrers de Balmes i Via Augusta, seguint entre el carrer de Balmes i la Rambla de Catalunya. Quan arribava al carrer d'Aragó recollia les aigües de la riera de Bellesguard-Mandri, arribant a la plaça de Catalunya i seguint per la Rambla fins a desembocar al mar.
Al segle XIV, un cop fou construïda la muralla que tancava el Raval, la riera d'en Malla es va desviar cap al fossat.
El 15 de setembre de 1862 la riera d'en Malla es va desbordar provocant una gran inundació de la ciutat. Van morir gairebé 1.000 persones, i va causar grans danys, entre ells al Liceu, que s'estava reconstruint de l'incendi que havia patit l'any anterior. La causa del desastre, a més del temporal caigut, va ser que el 1854 s'havien enderrocat les muralles de la ciutat, i encara no s'havia desviat la riera. L'escriptor Hans Christian Andersen, que aquell dia estava hostatjat a l'hotel Orient de la Rambla, va ser-ne testimoni i ho va descriure en un escrit.
El 1865 la riera es va desviar definitivament cap al Bogatell per a fer-la desembocar a la platja del Poblenou. Aquest desviament es produïa una mica abans d'arribar a la plaça Catalunya girant a l'esquerra pel carrer de Casp.